# Olympische Sommerspiele 1908/Hockey
Bei den IV. Olympischen Spielen 1908 in London wurde ein Wettbewerb im Hockey (Herren) ausgetragen. Er fand vom 29. bis 31. Oktober im White City Stadium statt.
Am Turnier beteiligten sich vier britische Teams, England, Irland, Schottland und Wales, die am Ende auch die vier ersten Plätze belegten, sowie Frankreich und Deutschland. Die ausländischen Mannschaften erwiesen sich als chancenlos. Im Finale setzte sich England deutlich gegen Irland durch. Es gab kein Spiel um Platz 3, weshalb sich Schottland und Wales die Bronzemedaille teilten.
Einen Tag vor dem Finale fand ein zusätzliches Spiel zwischen den unterlegenen Mannschaften vom europäischen Festland statt. Sowohl Frankreich als auch Deutschland hatten in der Vorrunde verloren, so dass das Zusatzspiel oft als Spiel um Platz 5 betrachtet wird. Im offiziellen IOC-Bericht wird es als Freundschaftsspiel bezeichnet und ausführlich bewertet.

## Medaillenränge

### Männer
Die deutsche Mannschaft stellte der Uhlenhorster HC (Hamburg), nur Elard Dauelsberg kam vom Eilbeker HC (Hamburg). Die französischen Spieler kamen vom Club Athletique International, Racing Club de France und dem Stade Français.

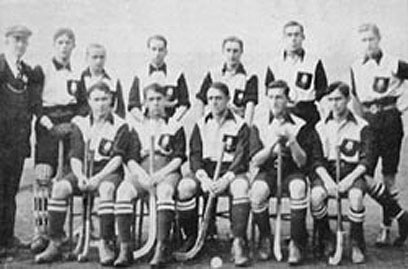
Die Deutsche Mannschaft

| Platz | Land | Team |
| ----- | ---- | --- |
| 1     | GBR  | England Louis Baillon, Harry Freeman, Eric Green, Gerald Logan, Alan Noble, Edgar Page, Reginald Pridmore, Percy Rees, John Robinson, Stanley Shoveller, Harvey Wood (Torwart)                                         |
| 2     | GBR  | Irland Percy Allman-Smith, Henry Brown, Walter Campbell, William Graham, Richard Gregg, Edward Holmes (Torwart), Robert Kennedy, Henry Murphy, Jack Peterson, Walter Peterson, Charles Power, Frank Robinson           |
| 3     | GBR  | Schottland Alexander Burt, John Burt (Torwart), Andrew Dennistoun, Charles Foulkes, Hew Fraser, John Harper-Orr, Ivan Laing, Hugh Neilson, William Orchardson, Norman Stevenson, Hugh Walker                           |
| 3     | GBR  | Wales Frederick Connah, Llewellyn Evans, Arthur Law, Richard Lyne, Wilfred Pallott, Frederick Phillips, Edward Richards, Charles Shephard, Bertrand Turnbull (Torwart), Philip Turnbull, James Williams                |
| 5     | GER  | Uhlenhorster HC Alfons Brehm (Kapitän), Elard Dauelsberg, Franz Diederichsen, Carl Ebert (Torwart), Jules Fehr, Mauricio Galvao, Raulino Galvao, Fritz Möding, Friedrich Wilhelm Rahe, Albert Stüdemann, Friedrich Uhl |
| 5     | FRA  | R. P. Aublin, David Baidet, Raoul Benhoist, André Bonnal, Louis Gautier, Daniel Girard, Charles Pattin, Louis Poupon, Frédéric Roux, René Salarnier (Torwart), Louis Saulnier                                          |

## Ergebnisse

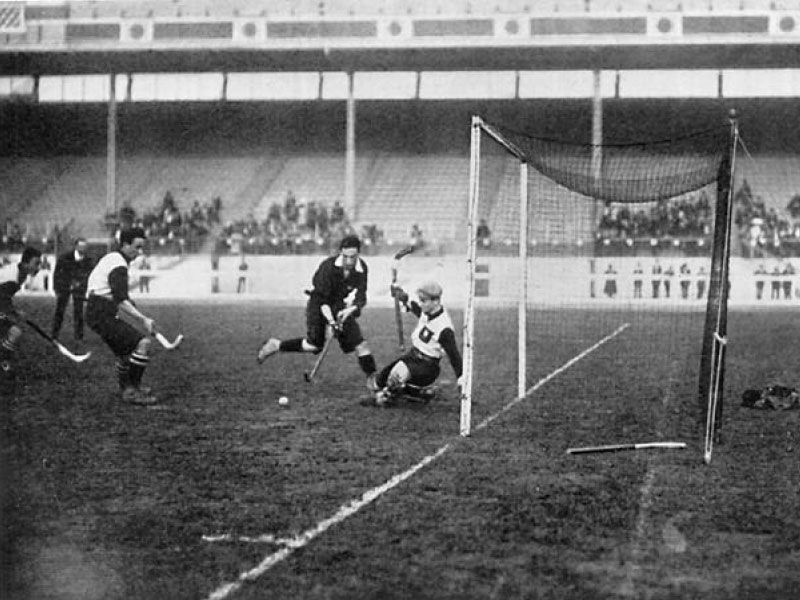
Eröffnungsspiel Schottland – Deutschland

Schottland und Deutschland bestritten das Eröffnungsspiel und somit das erste olympische Hockeyspiel der Geschichte. Im offiziellen Bericht heißt es: „Das erste Spiel begann auf dem Rasenplatz im Zentrum des White City Stadions am 29. Oktober um halb Drei bei wunderschönem Wetter.“
| Vorrunde    | Vorrunde                 | Vorrunde | Vorrunde |
| ----------- | ------------------------ | -------- | -------- |
| 29. Oktober | Schottland – Deutschland | 4:0      |          |
| 29. Oktober | England – Frankreich     | 10:1     |          |
| Halbfinale  |                          |          |          |
| 29. Oktober | Irland – Wales           | 3:1      |          |
| 29. Oktober | England – Schottland     | 6:1      |          |
| Zusatzspiel |                          |          |          |
| 30. Oktober | Deutschland – Frankreich | 1:0      |          |
| Finale      |                          |          |          |
| 31. Oktober | England – Irland         | 8:1      |          |